# Gurú Har Rai Sahib Ji
El Gurú Har Rai Sahib Ji (en panyabí oriental: ਗੁਰੂ ਹਰਿਰਾਇ ਜੀ) (vivió entre los años 1630 - 1661) fue el nieto del Guru Hargobind Sahib Ji. Har Rai, se convirtió en Guru con 14 años, y permaneció como Gurú de los sij durante 17 años. El Gurú, construyó hospitales para curar a las personas y a los animales. El Gurú era un experto en la medicina ayurveda. El Gurú, vivió en Nahan la mayoría del tiempo. Hay tres Gurdwaras dedicadas a su memoria. El Gurú murió a la edad de 31 años. El Gurú no escribió ningún himno religioso.